# Instituto Esporte & Educação
O Instituto Esporte e Educação é uma organização não-governamental brasileira fundada em março de 2001. Desde o início se caracterizou por atuar em duas frentes: atendimento direto a crianças e adolescentes em atividades esportivas e socioeducativas, formação de professores e estagiários e desenvolvimento de uma metodologia de esporte educacional. Com este foco, o Isntituto Esporte & Educação implantou e coordena uma série de Núcleos em parceria com diversas entidades - escolas, associações comunitárias, prefeituras, Sesi e Sesc -, e inseridos em regiões e comunidades que apresentam baixo nível socioeconômico e alto índice de vulnerabilidade e falta de estrutura.

## História
Em Dezembro de 1999 houve o lançamento do projeto Ana Moser Sports: Voleibol Escolar em parceria com o Colégio Magno, em São Paulo. Este foi o primeiro em que Ana Moser realizou na área. Atendeu crianças de 7 a 12 anos com objetivo de desenvolver uma educação de formação esportiva. Um grupo de professores começa a ser treinado, representando a primeira semente do IEE. Em Março de 2001 é criado o Instituto Esporte e Educação, uma Organização Civil de Interesse Público, que possui a finalidade de implantar a cultura esportiva em comunidades de baixa renda a partir da educação Física e dos valores físicos, morais e éticos do esporte educacional. Em Dezembro de 2001 começam as atividades do primeiro núcleo esportivo do IEE, o Programa Rexona, o Ades Esporte Cidadão e o Núcleo Indaiatuba, com 120 crianças e adolescentes. Em Maio de 2002 é inaugurado o primeiro núcleo do Programa Esporte Cidadão/IEE em parceria com a comunidade Heliópolis, atendendo 200 crianças e adolescentes. Em Abril de 2005 o IEE inicia outros dois polos do Programa Método: na cidade do Rio de Janeiro, em parceria com a Secretaria de Esportes, e no Interior de São Paulo, na região de Campinas, em parceria com Prefeituras e com o Sesi, atendendo, ao todo, 120 professores. Também em Abril de 2005 o IEE inicia outros dois Pólos do Programa Método: na cidade do Rio de Janeiro, em parceria com a secretaria de Esportes, e no Interior de São Paulo, na região de  Itatiba, em parceria com Prefeituras e com o Sesi, atendendo, ao todo, 120 professores. Já em Dezembro de 2005 a Caravana do Esporte atravessou os dez municípios da região Norte, Nordeste e Centro Oeste do Brasil, escolhidos pelo UNICEF. O projeto atendeu mais de 9 mil crianças e adolescentes e mais de mil educadores da rede pública de ensino. Foram veiculados 10 documentários mensais pela ESPN/Brasil divulgando o esporte educacional na mídia televisiva. No ano de 2006, no mês de Maio o Programa Método amplia sua atuação no interior de São Paulo. A cidade de Sorocaba recebe o projeto para 120 professores de Educação Física, parcerias com as Coordenadorias Municipais de Educação de Campo Limpo e São Miguel Paulista e implantação de 3 Núcleos Esportivos em CEUs, no Programa "São Paulo É Uma Escola", com o atendimento de 240 crianças nas escolas da EMEF Professora Albertina Marques. Ainda em 2006, encerramento do 2º ano da Caravana do Esporte, que visitou outros 8 municípios do semi-árido, região amazônica e Centro-Oeste, capacitando outros 2.000 professores e atendendo mais de 12.000 crianças e adolescentes. No ano de 2007 tivemos o início da 2ª. Turma do Método Sorocaba, capacitando outros 60 professores e estagiários do município e também o início das atividades de 4 Núcleos em escolas municipais e estaduais de Sorocaba. Ainda em 2007, foram realizadas outras 3 edições na periferia de São Paulo. Em 2008 houve a realização do segundo Seminário “A Função Social do Esporte - reflexões sobre experiências com o esporte educacional”, promovido pela Unilever, por meio do Programa Rexona, Ades e o Esporte Cidadão, o início dos Encontros relacionados ao Projeto Inspiração Internacional nos quatro Pólos Brasileiros: Minas Gerais, Ceará, Alagoas e Pernambuco. Ainda em 2008, o início da primeira turma do Curso de Pós Graduação Esporte Sócio-Educativo: Método e Gestão, através da parceria entre o Instituto Esporte & Educação e a Faculdade Uirapuru de Sorocaba, o início das atividades do Laboratório de Práticas Pedagógicas do Instituto Esporte & Educação (LAPIEE). Publicação, no Diário Oficial da União, do Projeto Caravana do Esporte aprovado na Lei de Incentivo ao Esporte. Autorizado o período de captação de recursos para este projeto até 31 de dezembro de 2008. Publicação, no Diário Oficial da União, do Projeto Rede de Núcleos Esportivos  Educativos IEE aprovado na Lei de Incentivo ao Esporte. Autorizado o período de captação de recursos para este projeto até 31 de dezembro de 2008. E o início do Programa Oficinas do Esporte em parceria com o estudioso João Batista Freire. Seguindo para o ano de 2009, onde foi Finalizada a Captação de Recursos para o Projeto Rede de Núcleos Esportivos / Sócio / Educativos IEE, aprovado na Lei de Incentivo ao Esporte. As empresas financiadoras e parceiras para este Projeto em 2009: Gerdau, CCR, Visanet, Unilever e SulAmérica. E finalizada a Captação de Recursos para o Projeto Caravana do Esporte, aprovado na Lei de Incentivo ao Esporte. As empresas financiadoras e parceiras para este Projeto em 2009: Telefônica., CCR, Unibanco e IBM. Finalizada a Captação de Recursos para o Projeto Núcleos Jovem de Esporte, aprovado na Lei de Incentivo ao Esporte. As empresas financiadoras e parceiras para este Projeto em 2009: Votorantim e BV Financeira. Publicação, no Diário Oficial da União, do Projeto Núcleos Jovem de Esporte aprovado na Lei de Incentivo ao Esporte. Foi autorizado o período de captação de recursos para este projeto até 31 de dezembro de 2009. Teve o encerramento do 4° ano da Caravana do Esporte capacitando outros 3.500 professores e atendendo mais de 25.000 crianças e adolescentes.

## Sobre a ONG
Além de ensinar aos alunos valores como solidariedade, respeito ao próximo, tolerância e espírito de equipe, o método do IEE qualifica o trabalho dos professores de educação física que, geralmente, são excluídos das discussões pedagógicas. Deste modo, esses educadores podem ampliar sua visão de esporte, de educação e de mundo, por meio da troca de experiências, planejamento das aulas e ganho de uma postura reflexiva sobre o processo de ensino e aprendizagem.
Ana acredita que o esporte é uma ferramenta essencial para ensinar as crianças habilidades de pensamento crítico, trabalho em equipe, participação cívica e hábitos de vida saudáveis através de seu Instituto de Esporte e Educação (IEE). A atuação da ONG Instituto Esporte & Educação lhe rendeu o reconhecimento do programa de empreendedores sociais da Ashoka, em 2007.
A metodologia do IEE é baseada nos princípios do esporte educacional: inclusão de todos, construção coletiva, respeito à diversidade, educação integral, rumo à autonomia e objetiva o desenvolvimento de competências nos jovens além das esportivas, as atividades realizadas são nas esferas da cultura, saúde, cidadania, protagonismo juvenil e ação comunitária.

## Projetos
O IEE, em parceria com o UNICEF, atua em programas voltados para o desenvolvimento de crianças e jovens por meio do esporte. Com experiências realizadas no Semi-Árido, São Paulo e Rio de Janeiro, através da participação em projetos como “Selo Unicef”, “Inspiração Internacional” e “Plataforma dos Centros Urbanos”, o IEE desenvolve ações de mobilização comunitária, articulação com o poder público e formação de professores, incentivando assim o planejamento e a implantação de políticas públicas que ofereçam o ESPORTE para todos.

O Projeto Cidades da Copa desenvolvido nas cidades sedes da Copa da Copa do Mundo (Brasília, Belo Horizonte, Curitiba, Porto Alegre, Rio de Janeiro, São Paulo, Fortaleza, Manaus, Cuiabá, Salvador, Natal e Recife) visa a construção de um legado social e esportivo, com a mobilização e participação do poder público, iniciativa privada, universidades e sociedade civil, que transcenda os aspectos relacionados a infraestrutura, comunicação e transporte.
As ações são de mobilizar, formar, discutir e refletir sobre o direito da prática esportiva para todos os cidadãos, com os atores esportivos desses municípios – gestores públicos, dirigentes esportivos, professores de educação física, atletas e outros - durante três encontros de dois dias de duração, com o objetivo de formular propostas de políticas esportivas e projeto de ação para democratizar o acesso e ampliar a prática esportiva nessas cidades.
O Projeto conscientiza as atores esportivos das cidades sedes da Copa que os impactos dos megaeventos, quando planejados e estruturados antecipadamente, com intervenções e ações concretas (Projetos, Eventos, Formações, Políticas, Torneios e outros), acarretam em educação e mudanças de comportamentos e cultura nas pessoas em relação ao esporte, possibilitando melhorar a saúde, favorecer a educação, garantir a segurança e consolidar a democracia e cidadania da população, consequentemente no legado social dos megaeventos esportivos.

## Ações
Projetos do Instituto Esporte & Educação atingem 79,5 mil pessoas pelo Brasil em 2014‏
Entidade já é referência no terceiro setor, levando esporte educacional para crianças, jovens e adultos desde 2001.
O Instituto Esporte & Educação (IEE) continua colhendo os frutos de um trabalho sério e bem feito, levando esporte educacional para crianças, jovens e adultos por todo o País. Criado em 2001, pela medalhista olímpica Ana Moser, o IEE hoje é uma das entidades que são referência no terceiro setor e conta com 24 parceiros privados em seus projetos e ações. Em 2014, com suas atividades, cursos e eventos, o Instituto conseguiu atingir diretamente 79,5 mil pessoas.
Os projetos Rede de Núcleos Brasil e Rede de Núcleos São Paulo, por exemplo, atendeu 7.450 crianças e jovens, além de 485 adultos em ações diárias e 375 eventos nos 21 núcleos nas cidades de Itatiba (SP), São Sebastião (SP), Embu das Artes (SP), Rio de Janeiro (RJ), Porto Alegre (RS) e São Paulo (SP). Em 2015, será implantado mais um núcleo, em Carapicuíba (SP).
Ana Moser foi eleita para o Ashoka Fellowship em 2007.
O Instituto Esporte & Educação é um dos 10 finalistas do Prêmio Empreendedor Social Ashoka-McKinsey.
Realização do Seminário “A Função Social do Esporte - reflexões e perspectivas do esporte educacional”, promovido pela Unilever, por meio do Programa Rexona/ Ades - Esporte Cidadão.
Parceria do Intituto Esporte&Educação com o UNICEF, para desenvolver, dentro do SELO UNICEF - 2007/2008 - Município aprovado do semi-árido brasileiro, o tema Esporte e Cidadania. 1128 municípios participarão desta etapa.